# エサキタイコウチ
エサキタイコウチ（学名:Laccotrephes maculatus）は、カメムシ目（半翅目）タイコウチ科に属する水生昆虫（水生カメムシ類）の一種である。

## 分布
東南アジアから台湾にかけて広く分布する。日本国内では沖縄県八重山列島の与那国島にのみ生息する。

## 生態
体形はタイコウチに似るが小型で、呼吸管を除く体長は2cmに満たない。体色は背面が暗褐色で、腹面はやや淡色である。前脚腿節の基部に小突起を持つ。
薄暗く落ち葉の浅い湿地や、コンクリートで護岸されていない水路等の比較的浅い止水域に生息している。与那国島では水田を生息環境としていたタイワンタイコウチの激減に伴い、生息地を水田に拡大しつつある。成虫はほぼ通年でみられる。小魚、オタマジャクシを食す。

## 保全状況
日本国内では分布が与那国島に限られている上、埋め立てや水田の耕作放棄等のため、本種が生息可能な水域が激減しており、絶滅が懸念されている。
2020年3月に公表された環境省レッドリスト2020では、準絶滅危惧に分類されている。また、2017年の沖縄県版レッドデータブック第3版では、絶滅危惧IB類とされている。
- 準絶滅危惧（NT）（環境省レッドリスト）[5]

- 沖縄県版レッドデータブック - 絶滅危惧IB類（EN）[2]